# رانالد بس
رانالد بس (انگلیسی: Ronald Bass؛ زادهٔ ۲۶ مارس ۱۹۴۲) یک فیلم‌نامه‌نویس، و تهیه‌کننده اهل ایالات متحده آمریکا است.
از فیلم‌های او می‌توان به شور ذهن اشاره کرد.
وی همچنین برنده جوایزی همچون جایزه اسکار بهترین فیلم‌نامه غیراقتباسی شده‌است.